# US Open 2013
Die 133. US Open fanden vom 26. August bis zum 9. September 2013 im USTA Billie Jean King National Tennis Center im Flushing-Meadows-Park in New York, USA statt.
Titelverteidiger im Einzel waren Andy Murray bei den Herren sowie Serena Williams bei den Damen. Im Herrendoppel waren Bob Bryan und Mike Bryan, im Damendoppel Sara Errani und Roberta Vinci die Titelverteidiger. Jekaterina Makarowa und Bruno Soares waren die Titelverteidiger im Mixed.

## Herreneinzel
Setzliste
| Nr. | Spieler               | Erreichte Runde |
| --- | --------------------- | --------------- |
| 01. | Novak Đoković         | Finale          |
| 02. | Rafael Nadal          | Sieg            |
| 03. | Andy Murray           | Viertelfinale   |
| 04. | David Ferrer          | Viertelfinale   |
| 05. | Tomáš Berdych         | Achtelfinale    |
| 06. | Juan Martín del Potro | 2. Runde        |
| 07. | Roger Federer         | Achtelfinale    |
| 08. | Richard Gasquet       | Halbfinale      |
| 09. | Stanislas Wawrinka    | Halbfinale      |
| 10. | Milos Raonic          | Achtelfinale    |
| 11. | Kei Nishikori         | 1. Runde        |
| 12. | Tommy Haas            | 3. Runde        |
| 13. | John Isner            | 3. Runde        |
| 14. | Jerzy Janowicz        | 1. Runde        |
| 15. | Nicolás Almagro       | 1. Runde        |
| 16. | Fabio Fognini         | 1. Runde        |

| Nr. | Spieler               | Erreichte Runde |
| --- | --------------------- | --------------- |
| 17. | Kevin Anderson        | 2. Runde        |
| 18. | Janko Tipsarević      | Achtelfinale    |
| 19. | Tommy Robredo         | Viertelfinale   |
| 20. | Andreas Seppi         | 3. Runde        |
| 21. | Michail Juschny       | Viertelfinale   |
| 22. | Philipp Kohlschreiber | Achtelfinale    |
| 23. | Feliciano López       | 3. Runde        |
| 24. | Benoît Paire          | 1. Runde        |
| 25. | Grigor Dimitrow       | 1. Runde        |
| 26. | Sam Querrey           | 2. Runde        |
| 27. | Fernando Verdasco     | 1. Runde        |
| 28. | Juan Mónaco           | 1. Runde        |
| 29. | Jürgen Melzer         | 1. Runde        |
| 30. | Ernests Gulbis        | 1. Runde        |
| 31. | Julien Benneteau      | 3. Runde        |
| 32. | Dmitri Tursunow       | 3. Runde        |

→ Qualifikation: US Open 2013/Herreneinzel/Qualifikation

## Dameneinzel
Setzliste
| Nr. | Spielerin           | Erreichte Runde |
| --- | ------------------- | --------------- |
| 01. | Serena Williams     | Sieg            |
| 02. | Wiktoryja Asaranka  | Finale          |
| 03. | Agnieszka Radwańska | Achtelfinale    |
| 04. | Sara Errani         | 2. Runde        |
| 05. | Li Na               | Halbfinale      |
| 06. | Caroline Wozniacki  | 3. Runde        |
| 07. | Petra Kvitová       | 3. Runde        |
| 08. | Angelique Kerber    | Achtelfinale    |
| 09. | Jelena Janković     | Achtelfinale    |
| 10. | Roberta Vinci       | Viertelfinale   |
| 11. | Samantha Stosur     | 1. Runde        |
| 12. | Kirsten Flipkens    | 1. Runde        |
| 13. | Ana Ivanović        | Achtelfinale    |
| 14. | Marija Kirilenko    | 3. Runde        |
| 15. | Sloane Stephens     | Achtelfinale    |
| 16. | Sabine Lisicki      | 3. Runde        |

| Nr. | Spielerin                    | Erreichte Runde |
| --- | ---------------------------- | --------------- |
| 17. | Dominika Cibulková           | 1. Runde        |
| 18. | Carla Suárez Navarro         | Viertelfinale   |
| 19. | Sorana Cîrstea               | 2. Runde        |
| 20. | Nadja Petrowa                | 1. Runde        |
| 21. | Simona Halep                 | Achtelfinale    |
| 22. | Jelena Wesnina               | 2. Runde        |
| 23. | Jamie Hampton                | 3. Runde        |
| 24. | Jekaterina Makarowa          | Viertelfinale   |
| 25. | Kaia Kanepi                  | 3. Runde        |
| 26. | Alizé Cornet                 | 3. Runde        |
| 27. | Swetlana Kusnezowa           | 3. Runde        |
| 28. | Mona Barthel                 | 2. Runde        |
| 29. | Magdaléna Rybáriková         | 1. Runde        |
| 30. | Laura Robson                 | 3. Runde        |
| 31. | Klára Zakopalová             | 1. Runde        |
| 32. | Anastassija Pawljutschenkowa | 3. Runde        |

→ Qualifikation: US Open 2013/Dameneinzel/Qualifikation

## Herrendoppel
Setzliste
| Nr. | Paarung                                | Erreichte Runde |
| --- | -------------------------------------- | --------------- |
| 01. | Bob Bryan Mike Bryan                   | Halbfinale      |
| 02. | Alexander Peya Bruno Soares            | Finale          |
| 03. | Marcel Granollers Marc López           | Achtelfinale    |
| 04. | Leander Paes Radek Štěpánek            | Sieg            |
| 05. | Aisam-ul-Haq Qureshi Jean-Julien Rojer | Viertelfinale   |
| 06. | Rohan Bopanna Édouard Roger-Vasselin   | Achtelfinale    |
| 07. | Julien Benneteau Nenad Zimonjić        | 2. Runde        |
| 08. | Mariusz Fyrstenberg Marcin Matkowski   | 1. Runde        |

| Nr. | Paarung                         | Erreichte Runde |
| --- | ------------------------------- | --------------- |
| 09. | David Marrero Fernando Verdasco | 1. Runde        |
| 10. | Ivan Dodig Marcelo Melo         | Halbfinale      |
| 11. | Santiago González Scott Lipsky  | 1. Runde        |
| 12. | Colin Fleming Jonathan Marray   | Viertelfinale   |
| 13. | Maks Mirny Horia Tecău          | 1. Runde        |
| 14. | Michaël Llodra Nicolas Mahut    | Achtelfinale    |
| 15. | František Čermák Filip Polášek  | 1. Runde        |
| 16. | Treat Huey Dominic Inglot       | Viertelfinale   |

## Damendoppel
Setzliste
| Nr. | Paarung                            | Erreichte Runde |
| --- | ---------------------------------- | --------------- |
| 01. | Sara Errani Roberta Vinci          | Viertelfinale   |
| 02. | Jekaterina Makarowa Jelena Wesnina | Viertelfinale   |
| 03. | Nadja Petrowa Katarina Srebotnik   | Viertelfinale   |
| 04. | Hsieh Su-wei Peng Shuai            | Viertelfinale   |
| 05. | Andrea Hlaváčková Lucie Hradecká   | Sieg            |
| 06. | Anna-Lena Grönefeld Květa Peschke  | Achtelfinale    |
| 07. | Raquel Kops-Jones Abigail Spears   | 2. Runde        |
| 08. | Ashleigh Barty Casey Dellacqua     | Finale          |

| Nr. | Paarung                                     | Erreichte Runde |
| --- | ------------------------------------------- | --------------- |
| 09. | Liezel Huber Nuria Llagostera Vives         | Achtelfinale    |
| 10. | Sania Mirza Zheng Jie                       | Halbfinale      |
| 11. | Anastassija Pawljutschenkowa Lucie Šafářová | Achtelfinale    |
| 12. | Julia Görges Barbora Záhlavová-Strýcová     | 2. Runde        |
| 13. | Cara Black Marina Eraković                  | Achtelfinale    |
| 14. | Kristina Mladenovic Galina Woskobojewa      | Achtelfinale    |
| 15. | Jelena Janković Mirjana Lučić-Baroni        | Achtelfinale    |
| 16. | Anabel Medina Garrigues Flavia Pennetta     | Achtelfinale    |

## Mixed
Setzliste
| Nr. | Paarung                            | Erreichte Runde |
| --- | ---------------------------------- | --------------- |
| 01. | Anna-Lena Grönefeld Alexander Peya | 1. Runde        |
| 02. | Katarina Srebotnik Nenad Zimonjić  | Achtelfinale    |
| 03. | Julia Görges Rohan Bopanna         | 1. Runde        |
| 04. | Květa Peschke Marcin Matkowski     | Viertelfinale   |

| Nr. | Paarung                              | Erreichte Runde |
| --- | ------------------------------------ | --------------- |
| 05. | Anabel Medina Garrigues Bruno Soares | Halbfinale      |
| 06. | Lisa Raymond Jean-Julien Rojer       | Achtelfinale    |
| 07. | Andrea Hlaváčková Maks Mirny         | Sieg            |
| 08. | Liezel Huber Marcelo Melo            | Viertelfinale   |

## Junioreneinzel
Setzliste
| Nr. | Spieler            | Erreichte Runde |
| --- | ------------------ | --------------- |
| 01. | Alexander Zverev   | Halbfinale      |
| 02. | Gianluigi Quinzi   | Viertelfinale   |
| 03. | Cristian Garín     | Halbfinale      |
| 04. | Borna Ćorić        | Sieg            |
| 05. | Stefan Kozlov      | 1. Runde        |
| 06. | Johan Tatlot       | Viertelfinale   |
| 07. | Guillermo Nuñez    | 1. Runde        |
| 08. | Yoshihito Nishioka | Achtelfinale    |

| Nr. | Spieler           | Erreichte Runde |
| --- | ----------------- | --------------- |
| 09. | Chung Hyeon       | 1. Runde        |
| 10. | Daniil Medwedew   | Achtelfinale    |
| 11. | Nicolás Jarry     | 2. Runde        |
| 12. | Karen Chatschanow | 2. Runde        |
| 13. | Clément Geens     | Achtelfinale    |
| 14. | Roman Safiullin   | 2. Runde        |
| 15. | Jorge Panta       | Achtelfinale    |
| 16. | Cameron Norrie    | 1. Runde        |

## Juniorinneneinzel
Setzliste
| Nr. | Spielerin          | Erreichte Runde |
| --- | ------------------ | --------------- |
| 01. | Belinda Bencic     | Viertelfinale   |
| 02. | Ana Konjuh         | Sieg            |
| 03. | Kateřina Siniaková | Viertelfinale   |
| 04. | Barbora Krejčíková | 2. Runde        |
| 05. | Darja Kassatkina   | 2. Runde        |
| 06. |                    |                 |
| 07. | Antonia Lottner    | Halbfinale      |
| 08. | Elise Mertens      | 2. Runde        |

| Nr. | Spielerin               | Erreichte Runde |
| --- | ----------------------- | --------------- |
| 09. | Warwara Flink           | 1. Runde        |
| 10. | Louisa Chirico          | Viertelfinale   |
| 11. | Mayo Hibi               | Halbfinale      |
| 12. | Camila Giangreco Campiz | Achtelfinale    |
| 13. | Katy Dunne              | 2. Runde        |
| 14. | Anhelina Kalinina       | Achtelfinale    |
| 15. | İpek Soylu              | 1. Runde        |
| 16. | Hsu Ching-wen           | 1. Runde        |

## Juniorendoppel
Setzliste
| Nr. | Paarung                           | Erreichte Runde |
| --- | --------------------------------- | --------------- |
| 01. | Borna Ćorić Stefan Kozlov         | 1. Runde        |
| 02. | Cristian Garín Nicolás Jarry      | 1. Runde        |
| 03. | Karen Chatschanow Daniil Medwedew | 1. Runde        |
| 04. | Yoshihito Nishioka Jorge Panta    | Achtelfinale    |

| Nr. | Paarung                             | Erreichte Runde |
| --- | ----------------------------------- | --------------- |
| 05. | Chung Hyeon Lee Duck-hee            | Achtelfinale    |
| 06. | Andrei Rubljow Alexander Zverev     | Viertelfinale   |
| 07. | Clément Geens Noah Rubin            | Achtelfinale    |
| 08. | Thanasi Kokkinakis Gianluigi Quinzi | Viertelfinale   |

## Juniorinnendoppel
Setzliste
| Nr. | Paarung                               | Erreichte Runde |
| --- | ------------------------------------- | --------------- |
| 01. | Barbora Krejčíková Kateřina Siniaková | Sieg            |
| 02. | Ana Konjuh Antonia Lottner            | Halbfinale      |
| 03. | Belinda Bencic Sara Sorribes Tormo    | Finale          |
| 04. | Elise Mertens İpek Soylu              | Halbfinale      |

| Nr. | Paarung                                | Erreichte Runde |
| --- | -------------------------------------- | --------------- |
| 05. | Anhelina Kalinina Iryna Schymanowitsch | Viertelfinale   |
| 06. | Louisa Chirico Alejandra Cisneros      | 1. Runde        |
| 07. | Alice Matteucci Nina Stojanović        | Viertelfinale   |
| 08. | Mayo Hibi Ayaka Okuno                  | Viertelfinale   |

## Herreneinzel-Rollstuhl
Setzliste
| Nr. | Spieler         | Erreichte Runde |
| --- | --------------- | --------------- |
| 01. | Shingo Kunieda  | Finale          |
| 02. | Stéphane Houdet | Sieg            |

## Dameneinzel-Rollstuhl
Setzliste
| Nr. | Spielerin         | Erreichte Runde |
| --- | ----------------- | --------------- |
| 01. | Sabine Ellerbrock | Finale          |
| 02. | Aniek van Koot    | Sieg            |

## Herrendoppel-Rollstuhl
Setzliste
| Nr. | Paarung                        | Erreichte Runde |
| --- | ------------------------------ | --------------- |
| 01. | Stéphane Houdet Shingo Kunieda | Halbfinale      |
| 02. | Gordon Reid Ronald Vink        | Halbfinale      |

## Damendoppel-Rollstuhl
Setzliste
| Nr. | Paarung                        | Erreichte Runde |
| --- | ------------------------------ | --------------- |
| 01. | Jiske Griffioen Aniek van Koot | Sieg            |
| 02. | Sabine Ellerbrock Yui Kamiji   | Finale          |